# Fibblebin
Fibblebin (Panurgus) är ett släkte av bin som ingår i familjen grävbin.

## Beskrivning
De ingående arterna är förhållandevis avlånga, svarta bin med mörk, gles behåring samt med ljusare, tvärgående hårband på bakkroppens två sista tergiter. Arterna på Iberiska halvön är dock inte helsvarta utan har även gula teckningar. Antennerna är korta, och hanens huvud betydligt större än honans och med vida käkar. Honorna har långa, ljusa polleninsamlingshår på de bakersta skenbenen. Arterna varierar i storlek från små till medelstora, 5 till 14 mm.

## Utbredning
Utbredningsområdet omfattar Palearktis från Kanarieöarna, Nordafrika och Europa till Japan.

## Ekologi
De ingående arterna gräver ut bon i sandig, soluppvärmd och glesbevuxen mark. Arterna är inte eusociala, de bildar inga samhällen med olika kaster (som drottning, drönare och arbetare), men flera honor kan samarbeta om ett bo och använda samma ingång.
Arterna är oligolektiska, de är specialiserade på blommor från en familj eller enbart ett släkte. De svenska och finska arterna lever bara på fibblor.

## Arter
Lista i alfabetisk ordning

- Panurgus acutus
- Panurgus afghanensis
- Panurgus avarus
- Panurgus banksianus Storfibblebi
- Panurgus buteus
- Panurgus calcaratus Småfibblebi
- Panurgus calceatus
- Panurgus canarius
- Panurgus canescens
- Panurgus catulus
- Panurgus cephalotes
- Panurgus convergens
- Panurgus corsicus
- Panurgus cyrenaikensis
- Panurgus dargius
- Panurgus dentatus
- Panurgus dentipes
- Panurgus farinosus
- Panurgus intermedius
- Panurgus maroccanus
- Panurgus meridionalis
- Panurgus minor
- Panurgus nigriscopus
- Panurgus niloticus
- Panurgus oblitus
- Panurgus ovatulus
- Panurgus perezi
- Panurgus pici
- Panurgus platymerus
- Panurgus posticus
- Panurgus pyropygus
- Panurgus rungsii
- Panurgus siculus
- Panurgus sidensis
- Panurgus vachali

### Arter i Sverige och Finland
I Sverige finns följande arter:
- Storfibblebi (Panurgus banksianus) - sårbar (VU)
- Småfibblebi (Panurgus calcaratus) - livskraftig (LC).[3]

I Finland finns endast småfibblebi, även där klassificerad som livskraftig.

## Bildgalleri

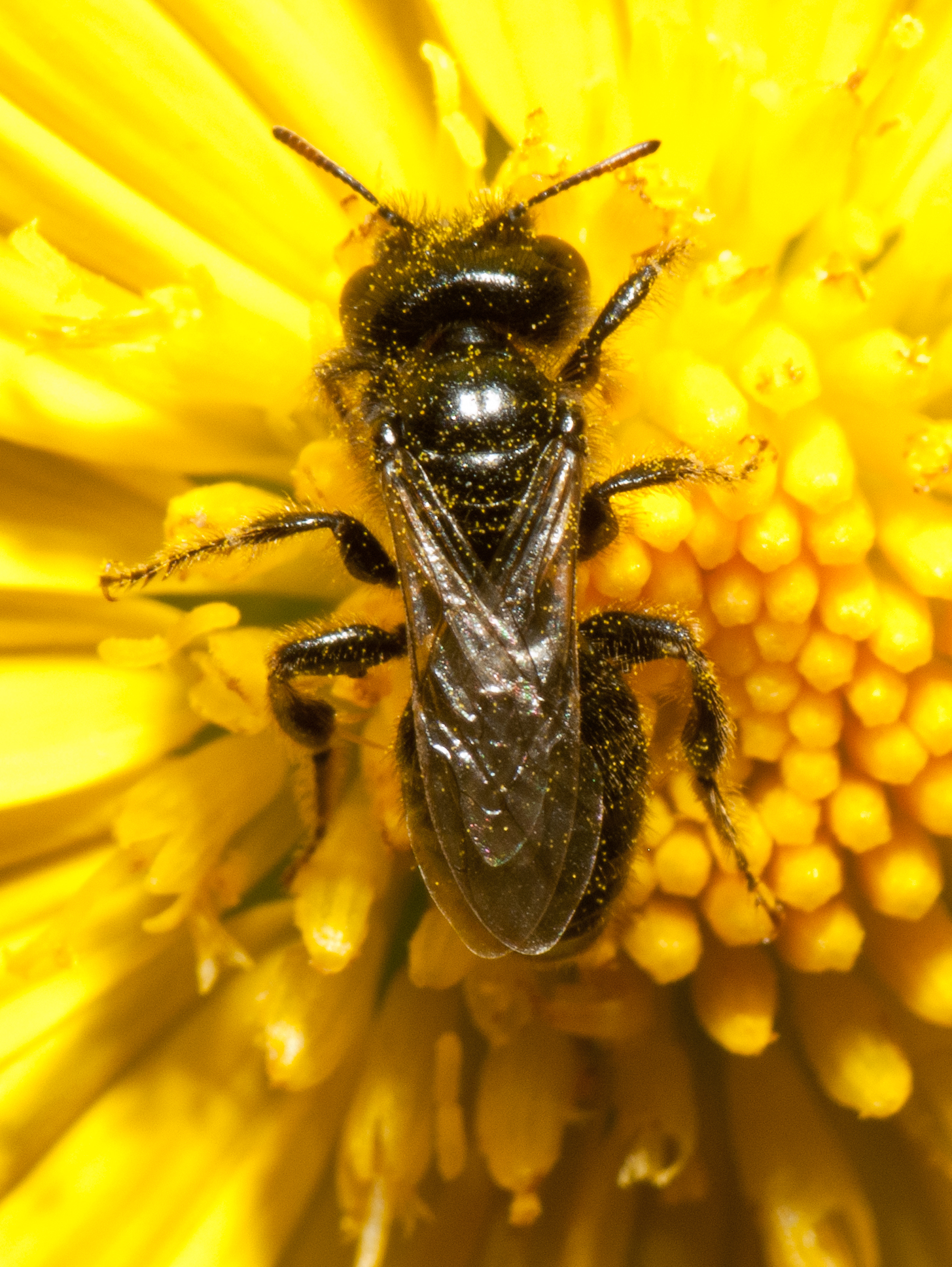
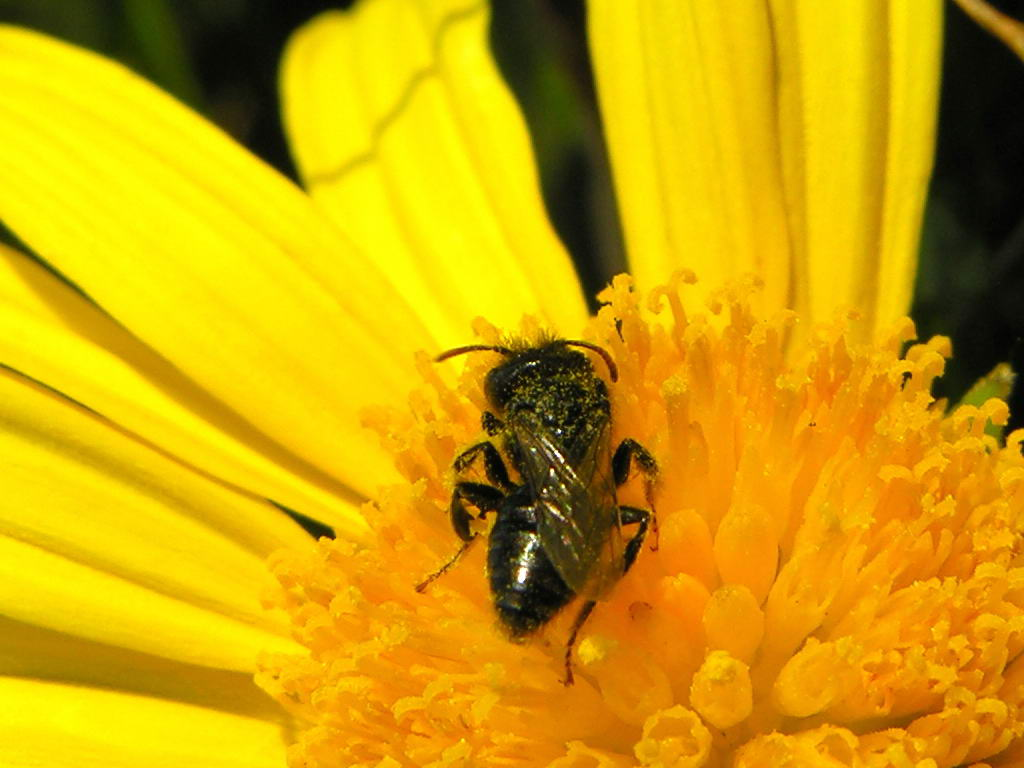
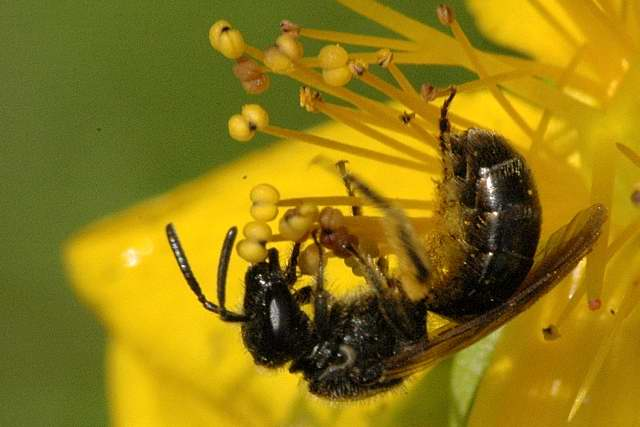
Panurgus calceatus